# Against the Modern World
Against the Modern World – tytuł debiutanckiego wydawnictwa zespołu Sol Invictus, wydanego tylko na winylu w 1987 roku (zob. 1987 w muzyce). Oprócz Tony’ego Wakeforda na płycie zagrali też: Ian Read, Gareth Smith i Liz Grey.

## Spis utworów
1. „Angels Fall”
2. „Raven Chorus”
3. „Against the Modern World”
4. „Long Live Death”
5. „A Ship Is Burning”
6. „Untitled”
7. „Summer Ends”
8. „Wolf-Age, Axe-Age”